# Histiotus alienus
Histiotus alienus és una espècie de ratpenat de la família dels vespertiliònids. És endèmic del sud-est del Brasil. No es disposa d'informació sobre el seu hàbitat i la seva ecologia. Es desconeix si hi ha cap amenaça significativa per a la supervivència d'aquesta espècie. Fou descrit per Oldfield Thomas a principis del segle XX, basant-se en un exemplar trobat a l'estat de Santa Catarina.